# Wereldkampioenschappen zeilwagenrijden 2006
De wereldkampioenschappen zeilwagenrijden 2006 waren door de Internationale Vereniging voor Zeilwagensport (FISLY) georganiseerde kampioenschappen voor zeilwagenracers. De 10e editie van de wereldkampioenschappen vond plaats in het Franse Le Touquet van 23 tot 29 september 2006. Het was tevens de 44e editie van de Europese kampioenschappen.

## Uitslagen

### Heren
| klasse     | Goud                | Zilver        | Brons               |
| Le Touquet | Le Touquet          | Le Touquet    | Le Touquet          |
| ---------- | ------------------- | ------------- | ------------------- |
| Standart   | Ronan Simoneau      | Frédéric Top  | François Garnavault |
| Klasse 2   | Johan Sobry         | Bernard Morel | Henri Demuysere     |
| Klasse 3   | François Grard      | Egon Plovier  | Gabriel Valat       |
| Klasse 5   | Aurélien Morandière | Xavier Faucon | Alban Morandière    |
| Gravelines |                     |               |                     |
| Klasse 8   | Malte Lutz          | Jort Buwalda  | Bjorn Krautschick   |

### Dames
| klasse     | Goud                 | Zilver                      | Brons              |
| Le Touquet | Le Touquet           | Le Touquet                  | Le Touquet         |
| ---------- | -------------------- | --------------------------- | ------------------ |
| Standart   | MC Ribaud de Gineste | Véronique Ribaud de Gineste | Christine Chuberre |
| Klasse 2   | Imke Borowski        | Marita Vermeulen            |                    |
| Klasse 3   | Hélène Cazier        | Michaela Schultz            | Christine Heath    |
| Klasse 5   | Amandine Morhaim     | Marjorie Bernier            | Olivia Lys         |
| Gravelines |                      |                             |                    |
| Klasse 8   | Ute Nissen           |                             |                    |

1975 ·
1980 ·
1981 ·
1987 ·
1993 ·
1998 ·
2000 ·
2002 ·
2004 ·
2006 ·
2008 ·
2010 ·
2012 ·
2014 ·
2018 ·
2020